# Applied Linguistics
Applied Linguistics is een peer-reviewed academisch tijdschrift op het gebied van toegepaste taalkunde, opgericht in 1980 en gepubliceerd door Oxford University Press. Het verschijnt zes keer per jaar. Hoofdredacteuren zijn Christina Higgins (Universiteit van Hawaiʻi in Mānoa) en Anna Mauranen (Universiteit van Helsinki).
Volgens de Journal Citation Reports had het tijdschrift een impactfactor van 2016 van 3.593, waarmee het op de eerste plaats van de 182 tijdschriften stond in de categorie "Taalkunde".

## Doel en reikwijdte
Het tijdschrift publiceert zowel onderzoekspapers als conceptuele artikelen over alle aspecten van de toegepaste taalkunde, zoals lexicografie, corpuslinguïstiek, meertaligheid, discoursanalyse en taalonderwijs, met als doel de discussie tussen onderzoekers op verschillende gebieden te bevorderen. De sectie "Forum", geïntroduceerd in 2001, is bedoeld voor korte bijdragen, zoals reacties op artikelen en mededelingen over huidig onderzoek.

## Abstraheren en indexeren
Het tijdschrift wordt geabstraheerd en geïndexeerd door:
- Linguistic Bibliography/Bibliographie Linguistique
- British Education Index
- Current Contents
- Education Research Abstracts
- Educational Management Abstracts
- International Bibliography of the Social Sciences
- Journal Citation Reports/Social Sciences Edition
- Linguistics & Language Behavior Abstracts
- Periodicals Index Online
- ProQuest
- PsychLIT
- Scopus
- Social Sciences Citation Index
- Studies on Women and Gender Abstracts
- The Standard Periodical Directory